# Die Vogelwelt
Die Zeitschrift Die Vogelwelt – Beiträge zur Vogelkunde veröffentlicht Artikel zur Ornithologie und vor allem zur Avifaunistik.

## Geschichte
Gegründet wurde die Zeitschrift 1876 als Monatsschrift des Sächsisch-Thüringischen Vereins für Vogelkunde und Vogelschutz (Bde. 1–2). Seither hat sie mehrmals ihren Namen gewechselt: Sie wurde von 1878 bis 1889 (Bde. 3–14) als Monatsschrift des Deutschen Vereins zum Schutze der Vogelwelt bezeichnet. Dann firmierte sie von 1890 bis 1937 (Bde. 15–62) unter dem Titel Ornithologische Monatsschrift. Herausgeber war damals der Deutsche Verein zum Schutze der Vogelwelt. 1938 erhielt sie den Titel Deutsche Vogelwelt – Zeitschrift für Vogelschutz und Vogelkunde (Bde. 63–69), den sie bis 1944 führte. Als die 1949 neu aufgelegt wurde, erhielt sie den Namen Die Vogelwelt (Bde. 70–114). Aktuell heißt sie Die Vogelwelt – Beiträge zur Vogelkunde.
Die Auflage betrug im Februar 2022 insgesamt 1.500 Stück.